# チェシン郡
チェシン郡（チェシンぐん、ポーランド語:powiat cieszyński、英語:Cieszyn County）は、南ポーランドのシロンスク県にある地方自治体。1998年の地方行政区画再編の結果、1999年1月1日に誕生した。郡で最大の町はチェシンであり、カトヴィツェの南西62kmの所に位置する。チェシン郡には4つの町が存在する。
郡は730.2km2の面積がある。2006年の統計で、郡全体の人口が171,029人、中心地であるチェシンの人口は36,014人となっている。

## 近隣の郡
北部はヤスチュシェンビェ・ズドルイ市、プシュチナ郡、東部はビェルスコ＝ビャワ市、ビェルスコ・ビャワ郡、ジヴィエツ郡に接している。また西側にチェコとの国境、南側にスロバキアとの国境がある。

## 下位自治体
郡は12つの下位自治体に分割される。（3つの都市、2つの田園都市、7つの田舎）なお、人口順に並べてある。
| 名称               | 種類     | 面積（km2） | 人口（2006年） | 中心地       |
| ------------------ | -------- | ----------- | -------------- | ------------ |
| チェシン           | 都市     | 28.7        | 36,014         |              |
| グミナ・スコツフ   | 田園都市 | 63.3        | 25,560         | スコツフ     |
| ウストロン         | 都市     | 58.9        | 15,420         |              |
| Gmina Zebrzydowice | 田舎     | 41.7        | 12,503         | Zebrzydowice |
| Gmina Goleszów     | 田舎     | 65.9        | 12,130         | Goleszów     |
| グミナ・スロルメン | 田園都市 | 58.4        | 11,975         | スロルメン   |
| ヴィスワ           | 都市     | 110.3       | 11,453         |              |
| Gmina Istebna      | 田舎     | 84.3        | 11,283         | Istebna      |
| Gmina Brenna       | 田舎     | 95.5        | 10,264         | Brenna       |
| Gmina Hażlach      | 田舎     | 49.0        | 9,839          | Hażlach      |
| Gmina Chybie       | 田舎     | 31.8        | 9,080          | Chybie       |
| Gmina Dębowiec     | 田舎     | 42.5        | 5,508          | Dębowiec     |